# نبتاء (مكيراس)

تعديل مصدري - تعديل

نبتاء هي إحدى قرى عزلة مكيراس بمديرية مكيراس التابعة لمحافظة البيضاء، بلغ تعداد سكانها 164 نسمة حسب تعداد اليمن لعام 2004.